# Theresa Jeßberger
Theresa Jeßberger (* 1997 in Wertheim) ist eine deutsche Autorin.

## Leben und Wirken
Jeßberger schrieb im Alter von 14 Jahren ihre erste Geschichte. Nach ihrer schulischen Ausbildung entschied sich Jeßberger für ein Studium des Grundschullehramts. Sie lebt heute in einem Dorf an der Grenze zwischen Spessart und Odenwald. Neben ihrer Arbeit und ihrem Studium widmet sie sich dem Schreiben. Ihre Freizeit verbringt mit Wandern.

## Auszeichnungen
Für ihren Debütroman Töchter der Freiheit wurde sie 2021 mit dem  Phantastik-Literaturpreis Seraph in der Kategorie »Bestes Debüt« ausgezeichnet.

## Erscheinungen
- Töchter der Freiheit. Fischer Sauerländer Taschenbuch, 2020, ISBN 978-3-7335-0641-4